# اکوشر گان
اکوشر گان (بنگالی: একুশের গান. Ekusher Gaan به معنی «ترانه بیست و یکم») که قالبا با سطر اول آن، Amar Bhaier Rokte Rangano (بنگالی: আমার ভাইয়ের রক্তে রাঙানো «خون برادرانم پاشید»)، شناخته می‌شود، ترانه‌ای بنگالی از عبدالغفار چودهاری است که در راستای جنبش زبان بنگالی در سال 1952 در پاکستان شرقی سروده و ساخته شد. این ترانه نخست به شکل ناشناس در واپسین صفحه روزنامه با تیتر Ekusher Gaan چاپ شد، بعدتر با نام شهدای فوریه هم منتشر شد.